# Reprezentacja Łotwy w skokach narciarskich
Reprezentacja Łotwy w skokach narciarskich – grupa zawodników reprezentujących Łotwę w międzynarodowych zawodach. Na arenie międzynarodowej Łotwę reprezentują obecnie wyłącznie Kristaps Nežborts (mężczyźni) i Šarlote Šķēle (kobiety). Wcześniej na zawodach międzynarodowych dla młodzieży pojawiali się również Kristaps Laganovski, Kārlis Krūze i Matiss Melders. Kadra ma dwóch trenerów: Modra Krūzee i Agris Kumelins, a z ramienia FIS wspiera ich Nikołaj Korbow z Kazachstanu. 
W konkursach dla dzieci (między innymi w Międzynarodowych Zawodach Dzieci o Wielki Puchar Crunchips 2010 w Zakopanem) startują również inni łotewscy skoczkowie i skoczkinie. Wielu młodych adeptów skoków narciarskich z Łotwy występuje na lokalnych zawodach w Estonii.
W latach 1933–1974 rozgrywane były mistrzostwa Łotwy w skokach narciarskich.

## Zawodnicy aktywni[2]

### Mężczyźni
- Ralfs Aupe (ur. 2009)
- Sandis Kauliņš (ur. 2004)
- Markuss Vinogradovs (ur. 2002)

### Kobiety
- Aelita Krasiļščikova (ur. 2008)
- Alise Krasiļščikova (ur. 2006)
- Krista Alise Lamstere (ur. 2006)
- Estere Loreta Lacite (ur. 2004)

## Pozostali zawodnicy

### Mężczyźni
- Gremzde Agnese
- Voldemārs Apsancs (ostatni konkurs w zawodach FIS w 2015)
- Mārtiņš Cīrulis (ostatni konkurs w zawodach FIS w 2016)
- Kristaps Nežborts (ur. 1997) (ostatni konkurs w zawodach FIS w 2017)
- Ralfs Dreimanis
- Ivo Galauskis
- Sandris Kļaviņš
- Kārlis Krūze
- Modris Krūze
- Agris Kumeliņs
- Girts Kumeliņs
- Kristaps Laganovskis
- Matīss Melders
- Hugo Miķelsons (ostatni konkurs w zawodach FIS w 2016)
- Edvards Pēkšēns
- Gints Kristers Pommers (ostatni konkurs w zawodach FIS w 2011)
- Roberts Rusiņš (ostatni konkurs w zawodach FIS w 2016)
- Juris Seilis

### Kobiety
- Līga Bērziņa (ostatni konkurs w zawodach FIS w 2016)
- Šarlote Šķēle (ur. 2001) (ostatni konkurs w zawodach FIS w 2019)
- Kamila Aleksa Krustiņa (ur. 2006)
- Elizabete Klavina
- Kate Maļeviča
- Patrica Schele
- Katrīna Stikute
- Margarita Sokolova
- Elizabete Stankeviča (ostatni konkurs w zawodach FIS w 2019)
- Patricja Teļnova
- Agrita Tome
- Laura Zusevicsa